# جلبک‌خواران
جلبک‌خواران (نام علمی: Gyrinocheilus) نام یک سرده از راسته کپورماهی‌سانان است.